# 軟迅科技
軟迅科技控股有限公司，簡稱軟迅科技控股，以及軟迅科技（英語：SYS SOLUTIONS HOLDINGS LIMITED，港交所除牌時8182.HK），在2002年，當時由林志城先生創立，當時主要業務為於香港及中國上海及廣東省提供網絡基礎設施解決方案及服務。
而股份曾在2003年2月18日於香港交易所創業板上市。由於受到網絡基礎設施解決方案生意欠佳影響。故此在2007年，已出售給陳振聰弟弟陳振國，轉為經營能源業務。3月23日，更名為環能國際控股有限公司。

## 連結
- Enviro-Energy.com.hk